# Deklaracija o masonskim udrugama
Deklaracija o masonskim udrugama je dokument koji je 1983. godine izdala Kongregacija za nauk vjere, potvrđujući zabranu katolicima da pristupe slobodnozidarskim organizacijama. Latinski naziv dokumenta je Declaratio de associationibus massonicis. U njemu se izričito navodi da su katolici koji se pridruže slobodnim zidarima u stanju teškog grijeha te ne smiju primati svetu pričest. Deklaraciju je potpisao tadašnji pročelnik Kongregacije, kardinal Joseph Ratzinger, koji je kasnije, 2005. godine, postao papa Benedikt XVI.

## Povijest kanonskog prava u odnosu na slobodno zidarstvo
Katoličko kanonsko pravo zabranjuje pripadnost masonskim ložama još od 1738. godine, kada je papa Klement XII. izdao bulu In eminenti Apostolatus Specula, osuđujući slobodno zidarstvo. Kasnije pape nastavili su potvrđivati ovu zabranu kroz 18. i 19. stoljeće. 
Kada je kanonsko pravo kodificirano u Zakoniku kanonskog prava iz 1917. godine, postojeće zabrane su prenesene u novi pravni okvir, posebno u Kanon 2335, koji propisuje automatsku ekskomunikaciju za katolike koji se pridruže slobodnim zidarima ili sličnim organizacijama.
 Kanon 2335 (1917.): Pripadnost slobodnozidarskim ili sličnim društvima

"Oni koji se pridruže masonskoj sekti ili drugim sličnim društvima koja djeluju protiv Crkve ili legitimne građanske vlasti, automatski upadaju u ekskomunikaciju rezerviranu za Svetu Stolicu."
Zakonik kanonskog prava iz 1983. godine zamijenio je prethodni iz 1917. godine, pri čemu je izričito spominjanje slobodnog zidarstva izostavljeno. Međutim, novi kanon zabranjuje pripadnost organizacijama koje djeluju protiv Crkve.
 Kanon 1374 (1983.): Članstvo u udrugama koje djeluju protiv Crkve

"Osoba koja pristupi udruženju koje djeluje protiv Crkve treba biti kažnjena pravednom kaznom; tko ga promiče ili preuzima službenu ulogu u takvoj udruzi, treba biti kažnjen interdiktom."
Budući da novi zakonik nije izričito spominjao slobodno zidarstvo, otvorena su pitanja o tome smiju li katolici biti slobodni zidari. Kako bi razjasnila situaciju, Kongregacija za nauk vjere izdala je 26. studenoga 1983. godine "Deklaraciju o masonskim udrugama", u kojoj stoji:
 Negativan sud Crkve o masonskim udrugama ostaje nepromijenjen jer su njihovi principi uvijek smatrani nespojivima s crkvenim naukom. Stoga je članstvo u njima i dalje zabranjeno. Vjernici koji se pridruže masonskim udrugama nalaze se u stanju teškog grijeha i ne smiju pristupati svetoj pričesti. [...] 

Vrhovni svećenik Ivan Pavao II. odobrio je i naložio objavu ove Deklaracije, odlučene na redovnom sastanku ove Svete Kongregacije.

## Pravni status i interpretacija
Pravna važnost ove deklaracije u okviru kanonskog prava ostaje predmet rasprave. Iako kanonsko pravo predviđa postupak službenog tumačenja svojih odredbi, neki pravni stručnjaci tvrde da se Deklaracija ne može smatrati autoritativnim tumačenjem Kanona 2335, jer ga izričito ne spominje.
U ožujku 1985. godine vatikanski dnevnik L'Osservatore Romano objavio je članak u kojem se komentira Deklaracija o masonskim udrugama. Ističe se da je Kongregacija za nauk vjere potvrdila nespojivost između kršćanske vjere i slobodnog zidarstva, naglašavajući da su filozofske ideje i moralne koncepcije slobodnog zidarstva u suprotnosti s katoličkim naukom. Posebno ističe racionalistički naturalizam kao temelj njihovih planova i aktivnosti protiv Crkve. Unatoč tvrdnjama nekih masonskih loža o nepostojanju neprijateljstva prema Crkvi, Kongregacija je potvrdila da su principi slobodnog zidarstva i kršćanske vjere bitno nespojivi. Također upozorava na relativistički simbolički koncept unutar slobodnog zidarstva, koji može dovesti do relativizacije moralnih vrijednosti i obveza.
Dana 19. travnja 1985. godine, bostonski kardinal Bernard Law uputio je pismo američkim biskupima, potvrđujući stavove kardinala Ratzingera i ponovno naglašavajući zabranu katolicima da postanu članovi bilo kojeg oblika slobodnog zidarstva.
Papa Franjo je 2023. godine ponovno potvrdio ovu zabranu, istaknuvši "nepomirljivost između katoličke doktrine i slobodnog zidarstva".
Pravna priroda ove deklaracije predmet je različitih tumačenja i stručnih rasprava. Dok pojedini kanonisti taj dokument interpretiraju kao izraz osobnog stajališta tadašnjeg prefekta Kongregacije, kardinala Josepha Ratzingera, drugi autori, poput Klausa Kottmanna, kanonista u nadbiskupiji Hamburg i dijecezanskog sudca, zauzimaju suzdržaniji stav. Kottmann ističe kako raznolikost kanonskopravnih interpretacija već sama po sebi ukazuje na to da izjava nije pridonijela jasnijem razumijevanju odnosa između Katoličke Crkve i slobodnog zidarstva. Posebno se problematiziraju pojedine formulacije u Deklaraciji, za koje se tvrdi da nisu utemeljene na povijesnim činjenicama. Tako Kottmann navodi kako nije točno da je Crkva uvijek smatrala slobodno zidarstvo nespojivom s crkvenim naukom, budući da je ista Kongregacija nekoliko godina ranije izjavila kako je zabranjeno isključivo članstvo u ložama koje djeluju protiv Crkve. Nadalje, upotreba izraza "teški grijeh" u kontekstu članstva u loži ocjenjuje se kao novost, jer taj pojam pripada moralnoj, a ne pravnoj kategoriji, te se nije nalazio u prethodnim crkvenim osudama slobodnog zidarstva.